# Coupe du monde de course en montagne 2016
Navigation
2015 2017
La Coupe du monde de course en montagne 2016 est la dix-huitième édition de la Coupe du monde de course en montagne, compétition internationale de courses en montagne organisée par l'association mondiale de course en montagne.

## Règlement
Le barème de points est revu cette année. Le calcul est identique dans les catégories féminines et masculines. Le score final cumule les 4 meilleures performances de la saison. Pour être classé, un athlète doit participer à au moins deux épreuves.
| Classement                                | 1er | 2e  | 3e | 4e | 5e | 6e | 7e | 8e | 9e | 10e | 11e | 12e | 13e | 14e | 15e | 16e | 17e | 18e | 19e | 20e |
| ----------------------------------------- | --- | --- | -- | -- | -- | -- | -- | -- | -- | --- | --- | --- | --- | --- | --- | --- | --- | --- | --- | --- |
| Points pour les championnats et la finale | 125 | 100 | 90 | 85 | 80 | 75 | 70 | 65 | 60 | 55  | 50  | 45  | 40  | 35  | 30  | 25  | 20  | 15  | 10  | 5   |
| Points pour les autres courses            | 100 | 90  | 80 | 70 | 65 | 60 | 55 | 50 | 45 | 50  | 35  | 30  | 25  | 20  | 15  | 10  | 0   | 0   | 0   | 0   |

## Programme
Le calendrier se compose de six courses. Les grandes classiques de Schlickeralm et du Hochfelln font leur retour après plusieurs années d'absence.
| Nom de la course                | Distance               | Dénivelé                              | Pays      | Date              |
| ------------------------------- | ---------------------- | ------------------------------------- | --------- | ----------------- |
| Montée du Grand Ballon          | 13,5 km () / 9,0 km () | +1 160 m/-110 m () / +850 m/-110 m () | France    | 12 juin 2016      |
| Course de montagne du Grintovec | 9,6 km                 | +1 975 m                              | Slovénie  | 24 juillet 2016   |
| Course de Schlickeralm          | 11,5 km                | +1 149 m                              | Autriche  | 31 juillet 2016   |
| Championnats du monde           | 12,5 km () / 7,3 km () | +1 390 m-20 m () / +700 m/-20 m ()    | Bulgarie  | 11 septembre 2016 |
| Course de montagne du Hochfelln | 8,9 km                 | +1 074 m                              | Allemagne | 25 septembre 2016 |
| Course de Šmarna Gora           | 10 km                  | +710 m/-340 m                         | Slovénie  | 1er octobre 2016  |

## Résultats

### Hommes
L'Érytréen Petro Mamu remporte sa troisième victoire à la montée du Grand Ballon. Il devance le Tchèque Jan Janů et le Britannique Andrew Douglas. Petro Mamu s'impose ensuite au Grintovec en devançant le Kényan Francis Wangari. L'Érytréen poursuit sa domination en s'adjugeant la victoire à Schlickeralm. Le Britannique Robbie Simpson et Francis Wangari complètent le podium. L'Américain Joseph Gray remporte le titre de champion du monde après que l'Ougandais Robert Chemonges a été disqualifié. Le Turc Ahmet Arslan, vainqueur de la coupe en 2010 et 2011 remporte la médaille de bronze. Absent des championnats, Petro Mamu remporte sa troisième victoire au Hochfelln et s'assure mathématiquement du titre. Il termine sa saison avec une cinquième victoire en remportant la finale de Šmarna Gora. L'Ougandais Victor Kiplangat et Andrew Douglas complètent le podium.
- Championnats et finale (125 points au vainqueur)

| Course                          | Vainqueur   | Deuxième         | Troisième         |
| ------------------------------- | ----------- | ---------------- | ----------------- |
| Montée du Grand Ballon          | Petro Mamu  | Jan Janů         | Andrew Douglas    |
| Course de montagne du Grintovec | Petro Mamu  | Francis Wangari  | Rok Bratina       |
| Course de Schlickeralm          | Petro Mamu  | Robbie Simpson   | Francis Wangari   |
| Championnats du monde           | Joseph Gray | Israel Morales   | Ahmet Arslan      |
| Course de montagne du Hochfelln | Petro Mamu  | Yossief Tekle    | Antonio Toninelli |
| Course de Šmarna Gora           | Petro Mamu  | Victor Kiplangat | Andrew Douglas    |

### Femmes
La montée du Grand Ballon compte comme épreuve de sélection française pour les championnats d'Europe et voit un fort contingent français emmené par Christel Dewalle. Cette dernière s'impose en battant le record féminin de parcours. L'Italienne Antonella Confortola remporte la seconde manche du Grintovec en battant la favorite locale Lucija Krkoč. Absente des deux premières manches, l'Autrichienne Andrea Mayr remporte la victoire à Schlickeralm en établissant un nouveau record. La Slovaque Silvia Schwaiger termine deuxième. Andrea assure sa domination en remportant son sixième titre de championne du monde. L'Italienne Valentina Belotti et Christel Dewalle complètent le podium. L'Autrichienne remporte ensuite sa sixième victoire au Hochfelln en devançant Schwaiger. Elle est assurée de remporter sa troisième coupe du monde. Elle termine sa saison en remportant la finale à Šmarna Gora devant l'Italienne Alice Gaggi.
- Championnats et finale (125 points au vainqueur)

| Course                          | Vainqueur            | Deuxième          | Troisième        |
| ------------------------------- | -------------------- | ----------------- | ---------------- |
| Montée du Grand Ballon          | Christel Dewalle     | Melanie Noll      | Céline Jeannier  |
| Course de montagne du Grintovec | Antonella Confortola | Lucija Krkoč      | Karmen Klančnik  |
| Course de Schlickeralm          | Andrea Mayr          | Silvia Schwaiger  | Annie Bersagel   |
| Championnats du monde           | Andrea Mayr          | Valentina Belotti | Christel Dewalle |
| Course de montagne du Hochfelln | Andrea Mayr          | Silvia Schwaiger  | Michelle Maier   |
| Course de Šmarna Gora           | Andrea Mayr          | Alice Gaggi       | Karmen Klančnik  |

## Classements
| Rang          | Nom             | Course 1 | Course 2 | Course 3 | Course 4 | Course 5 | Course 6 | Points |
| ------------- | --------------- | -------- | -------- | -------- | -------- | -------- | -------- | ------ |
| Médaille d'or | Petro Mamu      | 100      | 100      | 100      |          | 100      | 125      | 425    |
| 2             | Andrew Douglas  | 70       |          |          | 50       | 65       | 90       | 275    |
| 3             | Jan Janů        | 80       |          |          |          | 60       | 75       | 215    |
| 4             | Isaac Kosgei    |          | 65       | 65       |          |          | 65       | 195    |
| 5             | Alex Baldaccini |          |          |          | 60       | 45       | 80       | 185    |
| 6             | Francis Wangari |          | 80       | 70       |          |          |          | 155    |

| Rang          | Nom                  | Course 1 | Course 2 | Course 3 | Course 4 | Course 5 | Course 6 | Points |
| ------------- | -------------------- | -------- | -------- | -------- | -------- | -------- | -------- | ------ |
| Médaille d'or | Andrea Mayr          |          |          | 100      | 125      | 100      | 125      | 450    |
| 2             | Silvia Schwaiger     |          |          | 80       | 75       | 80       |          | 235    |
| 3             | Christel Dewalle     | 100      |          |          | 90       |          |          | 190    |
| 4             | Alice Gaggi          |          |          |          | 70       |          | 100      | 170    |
| 5             | Antonella Confortola |          | 100      |          |          | 65       |          | 165    |
| 6             | Karmen Klančnik      |          | 70       |          |          |          | 90       | 160    |